# Kryždirbystė
Kryždirbystė es un arte tradicional lituano para la elaboración de cruces. La elaboración de altares y cruces es una parte importante de la cultura lituana. Las cruces tradicionales lituanas son parte de la religión católica para la gente y también según algunas fuentes están vinculados a una antigua cultura precristiana que se remonta mucho más tiempo, teniendo vínculos con postes conmemorativos que significan el árbol del mundo pagano. Aproximadamente desde que Lituania se convirtió en parte del Imperio Ruso en el siglo XIX, estas cruces se han convertido en un símbolo del pueblo lituano. Las cruces son talladas en madera de roble, y, a veces incorporan elementos de hierro también. Sus artesanos, conocidos como kryždirbiai, viajan por todo el país. El más renombrado artesano de cruces lituano es el autodidacta Vincas Svirskis (1835-1916), cuyas cruces, una vez vistas en el centro de Lituania, ahora se conservan en los museos nacionales.
El Kryždirbystė lituano fue elegido mediante la denominación La creación y el simbolismo de las cruces como Obra Maestra del Patrimonio Oral e Intangible de la Humanidad en 2001, y como Patrimonio Cultural Inmaterial de la Humanidad en el 2008, por la Unesco.
Adomas Varnas documentó en su libro Cruces lituanas ( Lietuvos kryžiai, 2 volúmenes, 1926, Kaunas) esta expresión cultural.